# Christus Koningkerk (Košice)
De Christus Koningkerk (Slowaaks: Kostol Krista Kráľa) in de Slowaakse stad Košice is een rooms-katholieke kerk.

## Ligging
Deze Dominicaanse kerk ligt in Košice, aan de "Moyzesova-straat" 10 (Slowaaks: Moyzesova ulica), op het terrein van de school: "Sint-Thomas van Aquino", vlak bij het oude stadscentrum (Slowaaks: Staré Mesto).

## Geschiedenis
De kerk werd tussen 1936 en 1938 gebouwd, toen het einde van de Eerste Tsjecho-Slowaakse Republiek naderde. Het gebouw werd opgetrokken op de binnenplaats van een 19e-eeuwse school, naar de plannen van de Tsjechische architect Rudolf Brebt.
De constructie heeft een sobere functionele vorm en een eenvoudige architectuur. Het rechthoekige schip is oost-west georiënteerd en zonder zijbeuken.
Er is een relatief kort priesterkoor met een rechthoekige koorsluiting die in het noorden verbonden is met de binnenplaatsvleugel van een naburig gebouw. Op de gelijkvloerse verdieping ligt het bidvertrek en op de eerste verdieping treft men een galerij aan.
In het zuidelijke deel van de kerk is op de beide verdiepingen een sacristie aanwezig. 
Het bedehuis is eigendom van de kloosterzusters "dominicanessen" en werd na de voltooiing in 1938 onmiddellijk ingewijd.
In die tijd was er aansluitend op het terrein een middelbare school voor meisjes : anno 2019 is dit het "Gymnasium van Sint-Thomas van Aquino". De hele hoek van de straten Moyzesova en Zbrojničná was een doorlopend Dominicaans complex, net achter de bezienswaardige middeleeuwse stadskern.